# Passant de les Berengueres

El Passant de les Berengueres, respecte del terme de Castellcir

El Passant de les Berengueres és un passant, o gual, del terme municipal de Castellcir, a la comarca del Moianès.
Està situat en el sector nord-oest del terme de Castellcir, al sud-est de la masia de les Berengueres, a la vall de la Riera de Santa Coloma. Es troba en el Camí de Santa Coloma Sasserra a les Berengueres, en el lloc on aquest camí passa a gual la riera.